# Kirkby Fleetham with Fencote
Kirkby Fleetham with Fencote est une paroisse civile du Yorkshire du Nord, en Angleterre.